# Piórówka świecąca
Piórówka świecąca (Pennatula phosphorea) – jedyny gatunek koralowców z rodzaju piórówek, występujący w Bałtyku, a zarazem jedyny koralowiec kolonijny, zamieszkujący to morze. Wyróżnia się zdolnościami bioluminescencyjnymi oraz dużą wrażliwością na bodźce, pod wpływem których reaguje rozbłyskami światła. Jest to gatunek kosmopolityczny.

## Podgatunki
- Pennatula phosphorea californica Kukenthal, 1913
- Pennatula phosphorea phosphorea Linnaeus, 1758

## Morfologia
Pennatula phosphorea, jako gatunek należący do gromady koralowców, występuje jedynie w postaci polipa. Osobniki tego gatunku tworzą piórokształtne kolonie półosiadłe sięgające do 20 cm długości. Ciało kolonii jest półprzezroczyste, zwykle żółtawe lub jasnoróżowe, rzadziej ciemnoczerwone. Pień główny kolonii tworzy polip założyciel, od którego na boki wyrastają polipy potomne, ułożone szeregowo i tworzące liściokształtne struktury. Zgrubiała, nasadowa część pnia kolonii pogrąża się w miękkim podłożu lub przyczepia się do twardej powierzchni, co umożliwia utrzymanie pozycji zbliżonej do pionowej.  Wśród polipów bocznych wyróżnia się tzw. autozoidy, czyli polipy odżywcze oraz syfonozoidy, napompowujące kolonię wodą, dzięki czemu, pod wpływem pęcznienia, staje się sztywniejsza. Szkielet rogowy utworzony jest z luźnych, nie spojonych ze sobą spikul. 

## Występowanie
Występowanie piórówki świecącej głównie rozciąga się od zachodnich po północne wybrzeża, a jej obecność była zarejestrowana formacjach morskich takich jak: fiord, estuarium, zatoki. Jej obecność zaznacza się w Morzu Północnym, szczególnie we Fladen Ground, gdzie wielokrotnie była zarejestrowana znacznie poniżej 100 m. Również w Morzu Bałtyckim przy wybrzeżach Danii, a w mniejszym stopniu w północnym Oceanie Atlantyckim i w Morzu Śródziemnym. Pojedyncze osobniki zostały odkryte na obszarze Oceanu Południowego. Szeroko rozprzestrzeniona, występuje w strefach płytkich 10–100 m. Kolonie tkwią luźno w mule lub piasku w strefach osłoniętych od fal. Często wyrzucana jest przez fale na brzegi.

## Rozmnażanie
Pennatula są organizmami rozdzielnopłciowymi na poziomie kolonialnym. Rozmnażają się płciowo za pomocą gamet. Oogeneza u żeńskich P. phosphorea charakteryzuje się utrzymaniem dużej liczby małych oocytów przez cały rok. Choć okres tarła występuje co rok, to trwanie oogenezy przekracza 12 miesięcy.

## Behawior
Piórówka świecąca pod wpływem bodźca zewnętrznego kurczy się, a gdy jego działanie ustępuje, ciało ponownie napełnia się wodą, przez co powraca do wcześniejszych rozmiarów. Gatunek ten posiada zdolność świecenia, która jest wynikiem symbiozy z bakteriami bioluminescencyjnymi. Stymulacja organizmu powoduje powstanie fali luminescencyjnej, która może rozchodzić się w każdym kierunku wzdłuż kolonii, od miejsca pobudzenia do zakończeń jej ciała. Światło emitowane jest przez autozoidy i syfonozoidy, połączone ze sobą siecią nerwów. Ma ono barwę niebiesko – zieloną i jego natężenie wzrasta wraz z kolejnymi pobudzeniami. 
Kolonie przyczepione do twardego podłoża mogą się przemieszczać poprzez pełzanie.